# Franz Bistricky
Franz Bistricky (* 26. Juli 1914; † 7. Mai 1975) war ein österreichischer Feldhandballspieler.
Er war Mitglied des Teams, welches die Silbermedaille bei den Olympischen Sommerspielen 1936 gewann. Er spielte zwei Spiele und erzielte dabei ein Tor.